# Vardenafil
Vardenafil là một chất ức chế PDE <sub id="mwBw">5</sub> được sử dụng để điều trị rối loạn cương dương được bán dưới tên thương mại Levitra, Staxyn, và Vivanza.

## Sử dụng y tế
Chỉ định và chống chỉ định của Vardenafil giống như với các thuốc ức chế PDE5 khác; Nó có liên quan chặt chẽ về chức năng với sildenafil citrate (Viagra) và tadalafil (Cialis). Sự khác biệt giữa phân tử vardenafil và sildenafil citrate là vị trí của nguyên tử nitơ và sự thay đổi nhóm methyl vòng piperazine của sildenafil thành nhóm ethyl. Tadalafil có cấu trúc khác với cả sildenafil và vardenafil. Thời gian hiệu quả tương đối ngắn của Vardenafil tương đương nhưng lâu hơn so với sildenafil.
Ngoài các chỉ định về rối loạn cương dương, vardenafil có thể có hiệu quả trong điều trị xuất tinh sớm, nơi nó có thể làm tăng đáng kể thời gian từ khi thâm nhập đến lúc xuất tinh.

## Phản ứng bất lợi
Các phản ứng bất lợi, phổ biến của thuốc (tác dụng phụ) cũng giống như với các thuốc ức chế PDE5 khác. Tác dụng phụ thường gặp của vardenafil là buồn nôn; Các tác dụng phụ không thường xuyên là đau bụng, đau lưng, nhạy cảm ánh sáng, nhìn bất thường, đau mắt, phù mặt, hạ huyết áp, đánh trống ngực, nhịp tim nhanh, đau cơ, phát ban, ngứa và cương đau.
Một tác dụng phụ có thể nghiêm trọng, nhưng hiếm gặp với vardenafil là đau tim. Ngoài ra, trong những trường hợp hiếm hoi, sử dụng vardenafil có thể gây ra chứng priapism, một tình trạng khẩn cấp rất đau đớn có thể gây ra bất lực nếu không được điều trị.
Vào ngày 18 tháng 10 năm 2007, Cơ quan Quản lý Thực phẩm và Dược phẩm Hoa Kỳ (FDA) tuyên bố rằng một cảnh báo về điếc có thể xảy ra (mất thính lực đột ngột) sẽ được thêm vào nhãn thuốc của vardenafil và các chất ức chế PDE5 khác.